# Emma Pooley
Emma Pooley, (Londres, 3 d'octubre de 1982) és una ciclista britànica professional des del 2006 al 2016. El seu major èxit ha estat una medalla als Jocs Olímpics de Pequín en la prova de contrarellotge.
Un cop retirada del ciclisme, s'ha dedicat al triatló i al duatló.

## Palmarès
- 2007
  - Vencedora d'una etapa a la Volta a Turíngia
- 2008
  -  Medalla de plata als Jocs Olímpics de Pequín en contrarellotge
  - 1a al Trofeu Alfredo Binda-Comune di Cittiglio
  - 1a al Tour de Bretanya i vencedora de 2 etapes
  - Vencedora d'una etapa del Tour de l'Ardecha
- 2009
  -  Campiona del Regne Unit en contrarellotge
  - 1a al Gran Bucle i vencedora de 2 etapes
  - 1a al Gran Premi de Plouay
  - 1a a la Copa del món ciclista femenina de Mont-real
  - 1a al Gran Premi Rosignano-Livorno
- 2010
  -  Campiona del món de Contrarellotge
  -  Campiona del Regne Unit en ruta
  -  Campiona del Regne Unit en contrarellotge
  - 1a al Gran Premi de Plouay
  - 1a a la Fletxa Valona femenina
  - 1a al Gran Premi de Suïssa
  - 1a al Gran Premi Elsy Jacobs
  - 1a al Tour de l'Aude i vencedora d'una etapa
  - 1a al Giro del Trentino i vencedora d'una etapa
- 2011
  - 1a al Trofeu Alfredo Binda-Comune di Cittiglio
  - 1a al Tour de l'Ardecha i vencedora d'una etapa
  - Vencedora d'una etapa a l'Emakumeen Euskal Bira
  - Vencedora d'una etapa del Giro d'Itàlia
  - Vencedora d'una etapa de la Volta a Turíngia
- 2012
  - 1a al Tour de l'Ardecha i vencedora de 2 etapes
  - 1a a la Durango-Durango Emakumeen Saria
  - 1a al Tour de Berna
  - Vencedora d'una etapa a l'Emakumeen Euskal Bira
- 2013
  - 1a al Tour del Llenguadoc-Roselló i vencedora d'una etapa
  - Vencedora de 2 etapes al Tour de Feminin-O cenu Českého Švýcarska
- 2014
  -  Campiona del Regne Unit en contrarellotge
  - Vencedora de 3 etapes al Giro d'Itàlia